# Carex eleusinoides
Carex eleusinoides är en halvgräsart som beskrevs av Porphir Kiril Nicolai Stepanowitsch Turczaninow och Carl Sigismund Kunth. Carex eleusinoides ingår i släktet starrar, och familjen halvgräs. Inga underarter finns listade i Catalogue of Life.